# Dagerotypia

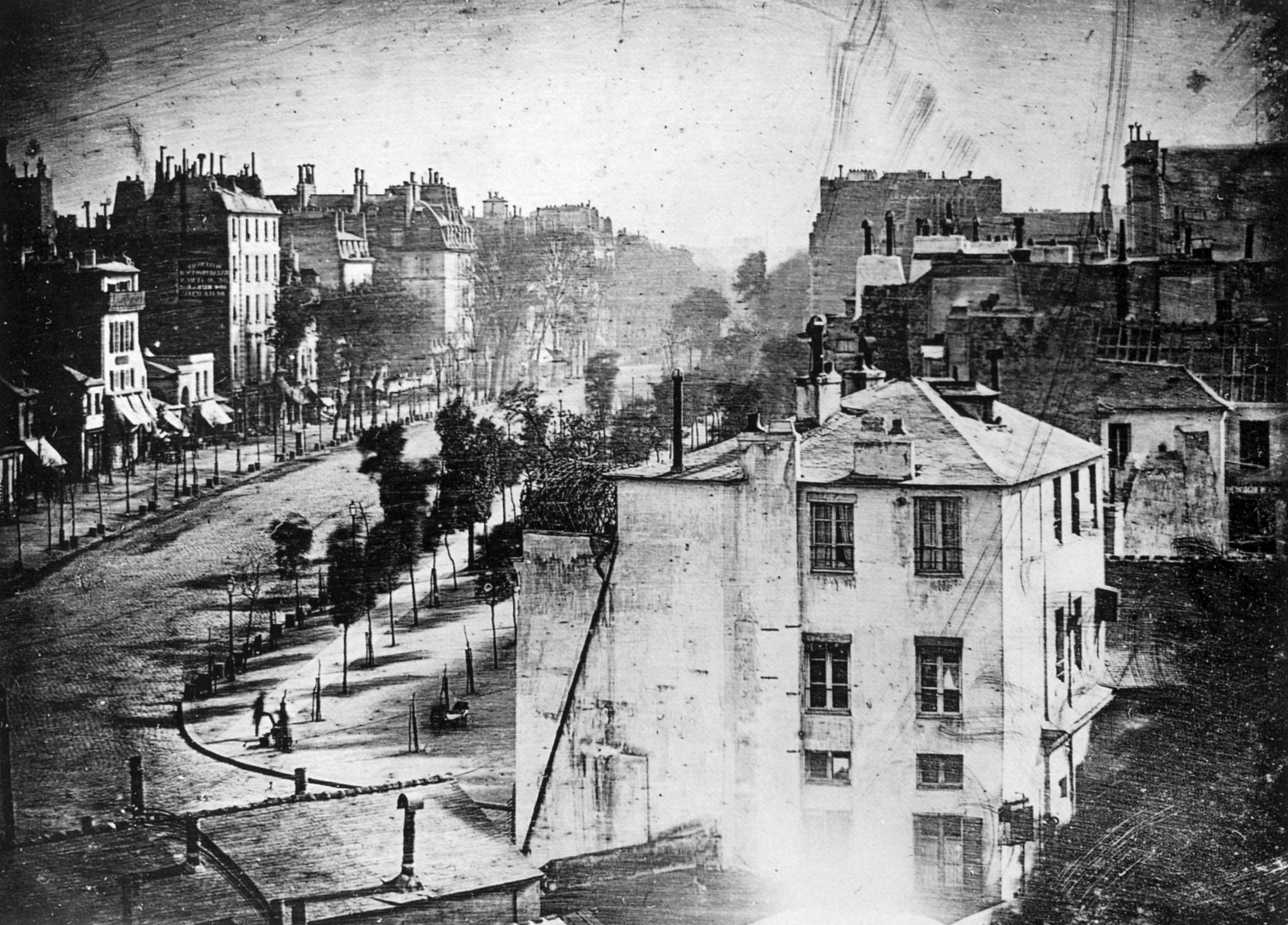
L.J. Daguerre, Boulevard du Temple, 1838

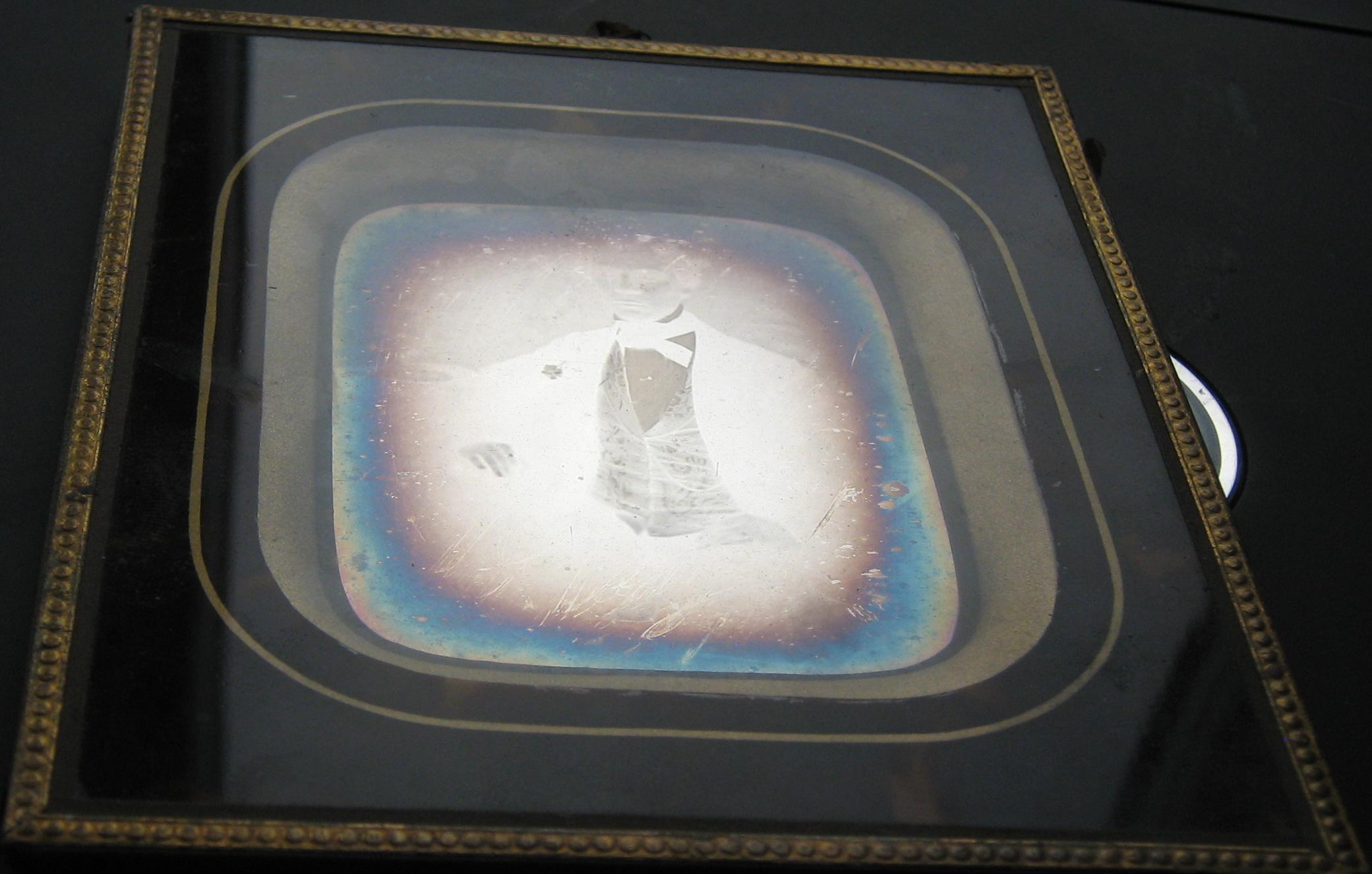
Obraz na dagerotypie widziany jako negatyw

Dagerotypia – proces fotograficzny, w wyniku którego na metalowej płytce otrzymywany jest unikatowy (bez możliwości jego powielenia) obraz, zwany dagerotypem. Technika ta została opracowana w latach 20. i 30. XIX wieku przez Josepha Nicéphore’a Niépce’a i Louisa Jacques’a Daguerre’a (od jego nazwiska pochodzi jej nazwa), a komercyjnie dostępna od 1839 roku. Był to pierwszy w historii praktyczny proces fotograficzny, a rok 1839 symbolicznie uważany jest za początek praktycznej fotografii. Dagerotypia dominowała do lat 50. XIX, kiedy wyparły ją inne techniki.
Materiałem światłoczułym była warstewka jodku srebra na powierzchni polerowanej i posrebrzonej płytki miedzianej. Obraz po naświetleniu wywoływany był w parach rtęci. Zdjęcie charakteryzowało się dużą rozdzielczością oraz bogactwem szczegółów. Powierzchnia dagerotypu była bardzo wrażliwa na dotyk, stąd fotografie umieszczano za szkłem w specjalnym etui. Początkowo czas naświetlania był zbyt długi, by dagerotypię można było wykorzystać w fotografii ludzi, jednak zmieniło się to na początku lat 40. dzięki ulepszeniu procesu chemicznego oraz aparatów i soczewek. Otrzymany obraz był pozytywem, jednak w zależności od kąta patrzenia oglądający postrzegał go bądź jako pozytyw, bądź jako negatyw. Problem braku możliwości zwielokrotniania dagerotypu rozwiązywano poprzez zatrudnianie grafików, którzy na podstawie zdjęć wykonywali ryciny, a te z kolei bez trudności mogły być powielane i wykorzystywane w prasie bądź książkach.

## Historia

### Początki i ogłoszenie techniki

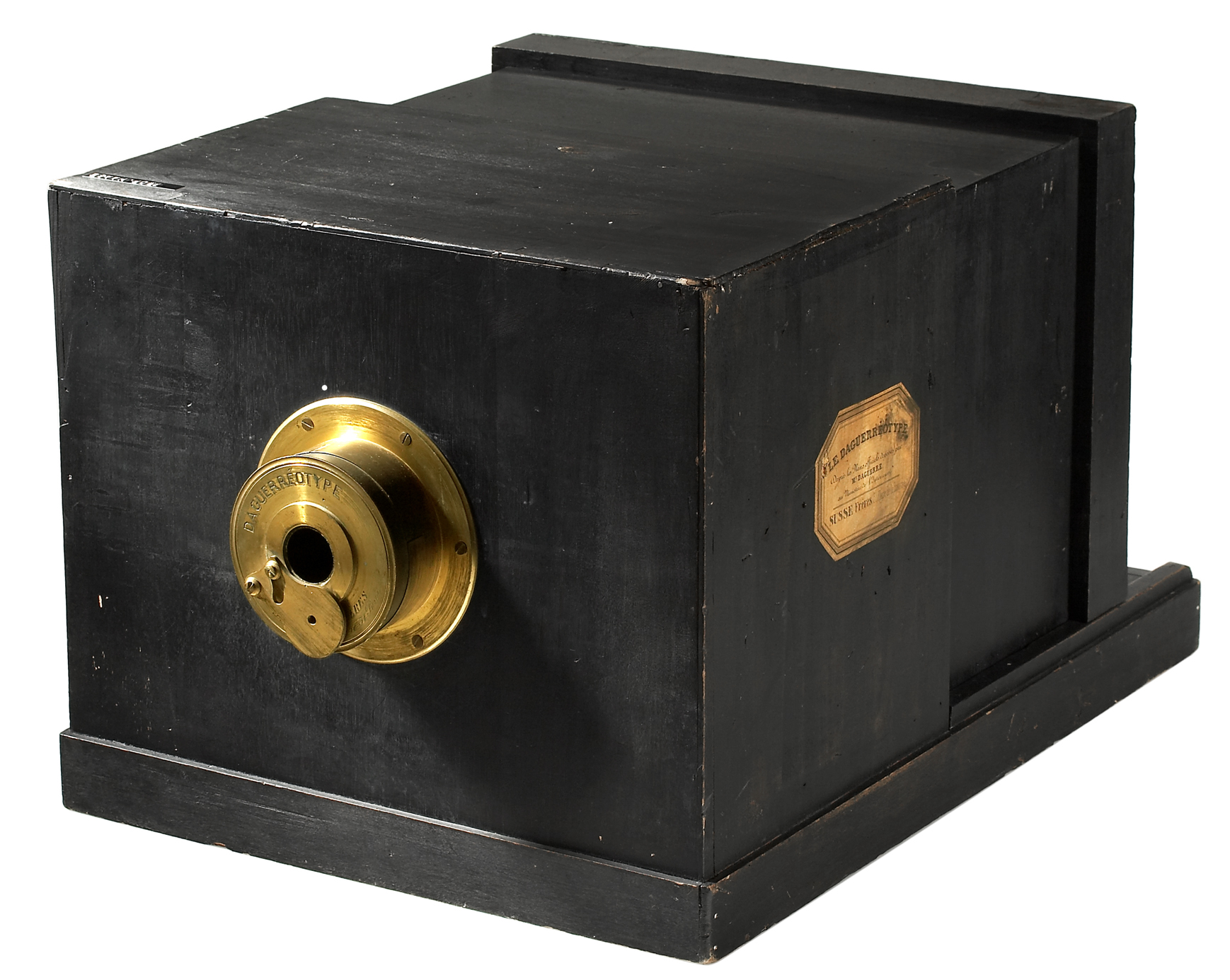
Aparat do wykonywania dagerotypów z 1839

Początki dagerotypii sięgają badań prowadzonych przez Josepha Nicéphore’a Niépce’a nad utrwaleniem obrazu, otrzymywanego w urządzeniu zwanym camera obscura. Pierwsze trwałe zdjęcie – Widok z okna w Le Gras – udało mu się uzyskać w 1826 roku. Jego czas naświetlania był jednak bardzo długi (według jednych szacunków mógł on wynosić osiem godzin, według innych nawet kilka dni), a ostrość i czytelność obrazu niewielkie. Za pośrednictwem optyka Vincenta Chevaliera o osiągnięciach Niépce’a dowiedział się Louis Jacques Daguerre, który również był zainteresowany zagadnieniem utrwalenia obrazów z camery obscury. W 1829 r. obaj zawiązali spółkę, jednak już w 1833 r. Niépce zmarł. Daguerre prowadził dalsze eksperymenty, odkrywając w 1835 r. zjawisko obrazu utajonego, co pozwoliło mu na znaczne skrócenie czasu naświetlania.
7 stycznia 1839 r. wynalazek dagerotypii, jak nazwano tę metodę, ogłosił na zebraniu Francuskiej Akademii Nauk François Arago, a informację na ten temat zamieścił biuletyn Akademii. Doniesienie to wywołało zainteresowanie w środowisku naukowym we Francji i za granicą, przede wszystkim zaś skłoniło innego badacza, Brytyjczyka Williama Foxa Talbota, do ogłoszenia w pierwszych tygodniach 1839 r. swojej techniki fotograficznej. Metoda Talbota (talbotypia, zwana też kalotypią) różniła się jednak od metody Daguerre’a zarówno wykorzystywanym procesem chemicznym, jak i podłożem (talbotypia wykonywana była na papierze, dagerotypia na metalowej płytce) oraz wyrazem otrzymywanych odbitek (talbotypia była bardziej malarska i nieostra, dagerotypia cechowała się dużą szczegółowością). Co więcej, w wyniku procesu Talbota otrzymywano negatyw, z którego można było otrzymać dowolnie wiele pozytywów, podczas gdy dagerotyp nie dawał możliwości multiplikacji odbitki (jakkolwiek możliwe było zrobienie dagerotypu oryginalnego zdjęcia).
Ponadto ogłoszenie przez François Arago wynalazku Daguerre’a, skłoniło Hippolyte’a Bayarda, urzędnika w Ministerstwie Finansów, który dzięki znajomości z aktorem Edmondem Geffroyem obracał się w kręgach artystów i przypuszczalnie za ich pośrednictwem dowiedział się o odkryciu Daguerre’a, do rozpoczęcia własnych badań nad światłoczułymi właściwościami chlorku srebra, a co za tym idzie – nad produkcją zdjęć. W dwa tygodnie po tym jak do Francji dotarły informacje o pracach prowadzonych przez Williama Talbota, Bayard zaprezentował Césarowi Despretzowi, członkowi Francuskiej Akademii Nauk, wykonane przez siebie fotografie. Powstawały one na tej samej zasadzie, co u Talbota, tzn. otrzymywane były na papierze w formie negatywu. Pracował również nad otrzymywaniem od razu zdjęcia pozytywowego – pierwsze udało mu się wykonać 20 marca 1839. W maju, po dalszych udoskonaleniach swojej techniki zwanej „Bezpośrednim procesem pozytywowym” (m.in. po skróceniu czasu naświetlania) zaprezentował swój wynalazek Arago, ten jednak miał nakłonić Bayarda do utrzymania odkrycia w tajemnicy. Bayard miał później stwierdzić, że w ten sposób Arago chciał powstrzymać go od ujawnienia swojej metody otrzymywania zdjęć przed oficjalną prezentacją Daguerre’a, która miała miejsce w lipcu 1839. W ten sposób słusznie należny jemu – w jego opinii – tytuł wynalazcy fotografii został zagarnięty przez Daguerre’a.
Jakkolwiek nie wiadomo, na ile te oskarżenia były prawdziwe, faktem pozostaje, że Bayard swoje fotografie eksponował przed oficjalną prezentacją dagerotypii. Zdjęcia te (w tym duża liczba martwych natur) znalazły się na wystawie na rzecz ofiar trzęsienia ziemi na Martynice i wywołały spore zainteresowanie, również prasy. Oficjalne ogłoszenie techniki Bayarda nastąpiło dopiero w listopadzie 1839. Architekt Désiré Raoul-Rochette przedstawił w Szkole Sztuk Pięknych informacje na temat wynalazku, podkreślając jego zalety czysto praktyczne, jak i walory artystyczne. Mimo to nie zyskał on ani wystarczającego uznania, ani wsparcia rządowego, podobnego do tego, jakie otrzymał Daguerre, który wraz z synem Josepha Nicéphore’a, Isidorem, 7 sierpnia tego roku przez króla Ludwika Filipa został nagrodzony dożywotnią rentą, w zamian zobowiązując Daguerre’a do ujawnienia szczegółów techniki dagerotypii oraz dioramy, którą również się zajmował. Pierwsza publiczna prezentacja wynalazku miała miejsce 19 sierpnia na spotkaniu Akademii Nauk i Akademii Sztuk Pięknych w Paryżu. Dokonał jej Arago, jednocześnie informując, że Francja, która kupiła prawa do tego procesu, bezinteresownie przekazuje go światu Na spotkanie to, na którym pokazano kilka dagerotypów, ale nie zademonstrowano sposobu ich wykonania, przyszły tłumy, a wynalazek spotkał się z ogromnym zainteresowaniem. W odpowiedzi na zapotrzebowanie Daguerre przeprowadzał pokazy, wydał również broszurę opisującą technikę, zatytułowaną Historique et description des procédés du Daguerréotype et du Diorama, par Daguerre. Francuzów na krótko opanowała dagerotypomania, która jednak zaniknęła wraz z pojawieniem się dagerotypistów zawodowych i ostatecznie z powodów praktycznych została wyparta przez procesy negatywowo-pozytywowe rozwijane właśnie przez Talbota oraz Bayarda.

### Popularność dagerotypii

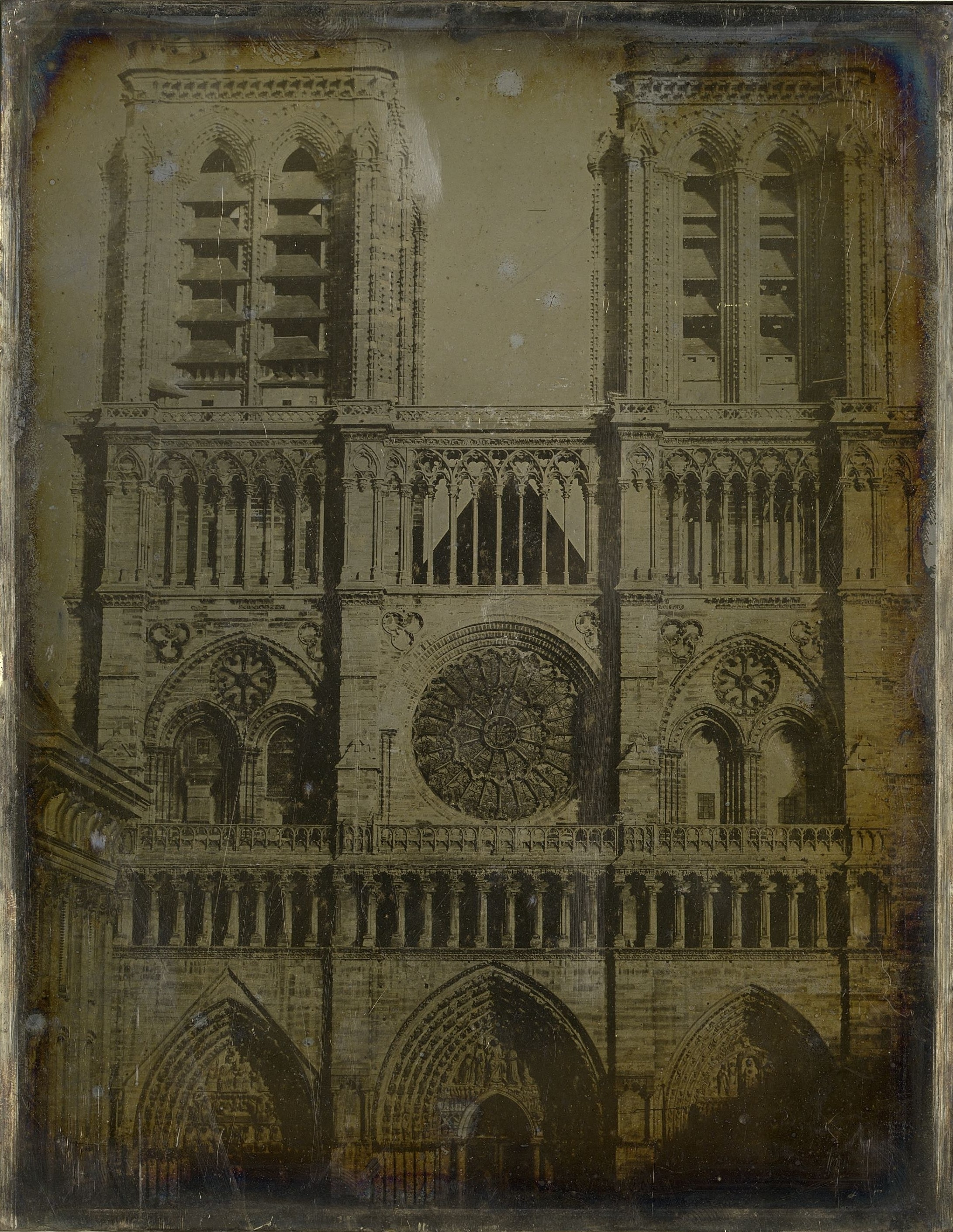
Joseph-Philibert Girault de Prangey, Katedra Notre-Dame, 1841

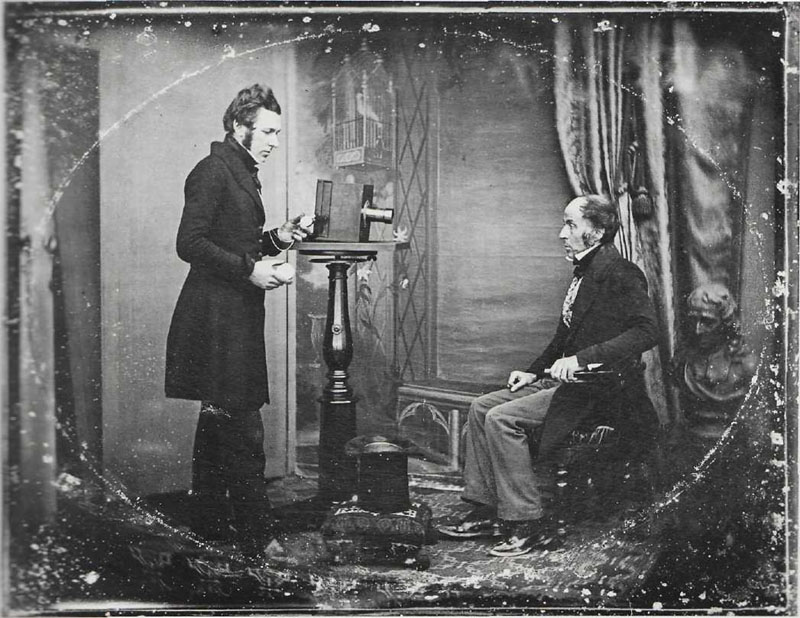
Jabez Hogg portretujący w Studio Richarda Bearda, 1843

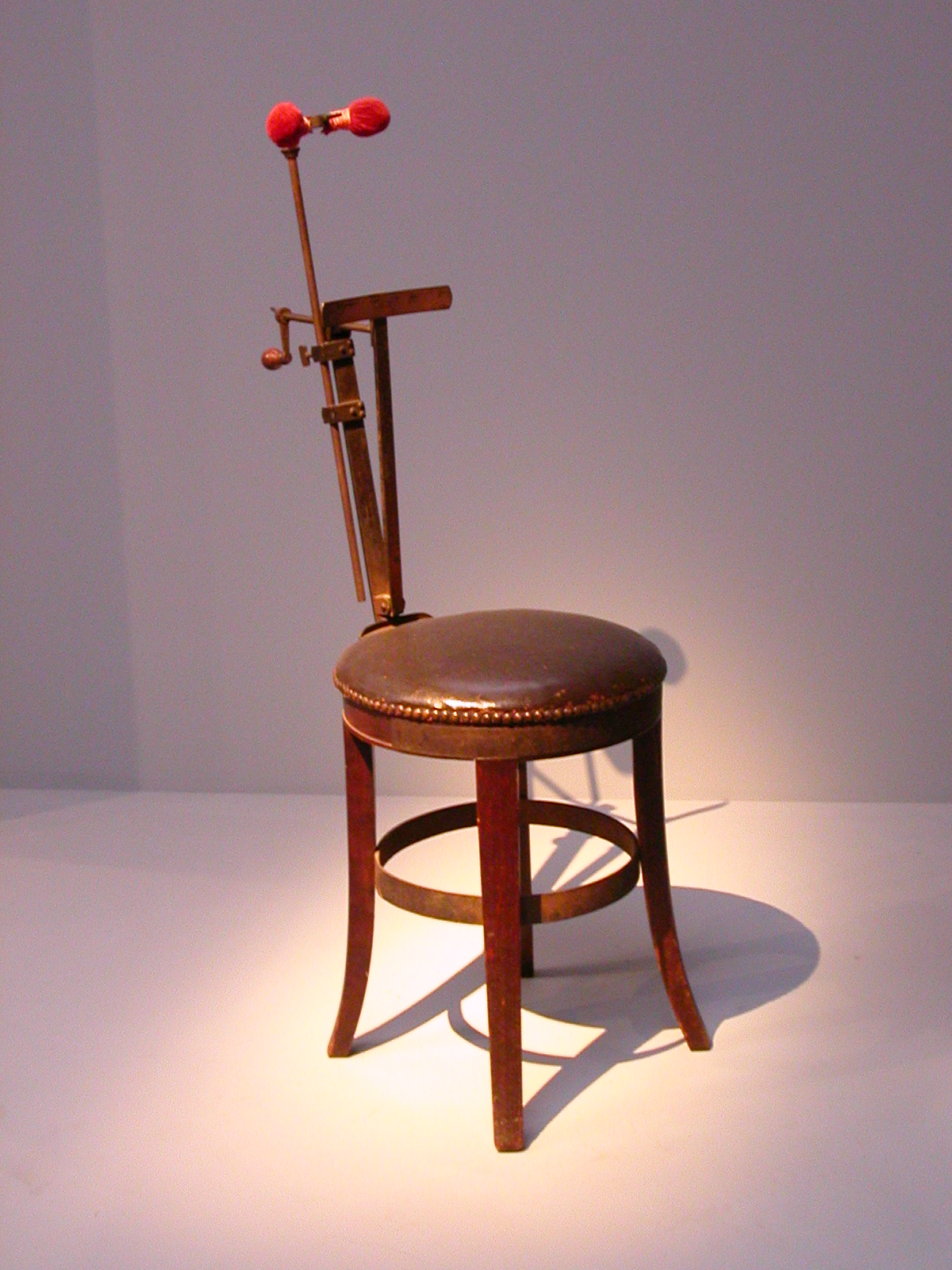
Krzesło ze specjalną podpórką, na którym pozowali modele do zdjęć

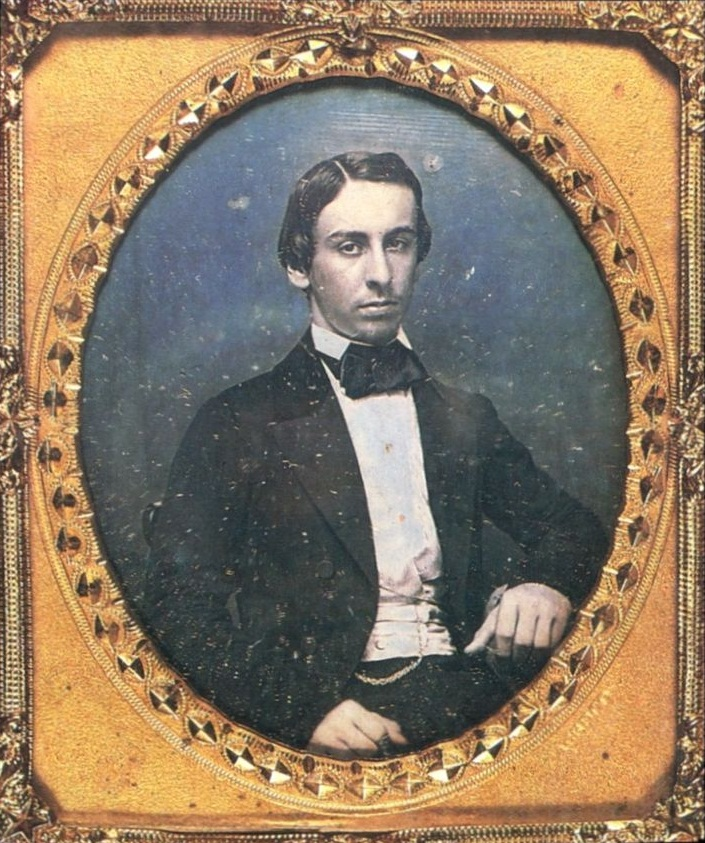
Ręcznie kolorowany dagerotyp nieznanego autora (Brazylia, 1850)

Do połowy lat 40. studia wykonujące dagerotypy istniały już w niemal wszystkich większych miastach świata (przykładowo: w Australii pierwszy tego typu zakład powstał w 1842 na dachu Royal Hotelu w Sydney; w 1840 w Brazylii 14-letniemu cesarzowi Piotrowi II tak spodobał się pokaz wędrownego dagerotypisty, że sam kupił aparat), aczkolwiek im dalej na północ i wschód od Paryża, tym dagerotypia była mniej popularna. Wpływał na to brak licznej i stabilnej klasy średniej, występujący np. w Serbii, Litwie, Finlandii, Polsce czy na Węgrzech. W efekcie dagerotypia rozwijała się głównie we Francji, Wielkiej Brytanii i USA.
Dagerotypia szczególnie chętnie była wykorzystywana do tworzenia portretów. Początkowe niedostatki techniki (aby w 1839 r. wykonać portret, należało bez ruchu pozować przez 15 min. w oślepiającym świetle) udało się przezwyciężyć na początku lat 40. dzięki prowadzonym w wielu krajach próbom jej ulepszenia, polegającym na wprowadzeniu jaśniejszych obiektywów, ulepszonych aparatów itd. Wykonywaniem fotograficznych portretów zajęli się głównie malarze-miniaturzyści i pejzażyści, którzy w wyniku pojawienia się dagerotypii stanęli w obliczu bezrobocia. Charles Baudelaire stwierdził wręcz, że przemysł fotograficzny dał schronienie niespełnionym malarzom o zbyt małym talencie. Dagerotypia przyciągała również rzemieślników (np. optyków), takich jak Antoine François Claudet, który przed fotografowaniem zajmował się produkcją szklanych płyt.
Jak wyglądało wykonywanie dagerotypowanych portretów, można zobaczyć na jednej z najwcześniejszych fotografii, przedstawiających fotografa przy pracy: jest to zdjęcie nieznanego autora, ukazującego fotografującego Jabeza Hogga. Model jest tak usadzony, aby nie mógł się poruszyć podczas naświetlania (głowę ma opartą na specjalnej podpórce, jedną rękę opartą na poręczy krzesła, drugą ma zaciśniętą) – stąd tak często sportretowane osoby wyglądają sztywno i ponuro. Z braku możliwości wykonania zdjęć kolorowych, powszechnie kolorowano dagerotypy ręcznie.
Szczególną popularnością dagerotypia cieszyła się w USA; była tam wykorzystywana dłużej, niż w innych w krajach. Wiadomości o wynalezieniu dagerotypii trafiły do USA jeszcze w 1839 roku, a już w 1840 r. (wcześniej, niż w Europie) powstały pierwsze studia fotograficzne.
Zainteresowanie dagerotypią skupiało się przede wszystkim na możliwości wykonywania portretów, ale nie ominęło także innych dziedzin. Dagerotypia szybko zaczęła być wykorzystywana przez turystów i podróżników. Wykonywano widoki zabytków, architektury, pejzaży itp. Organizowano także specjalne przedsięwzięcia, których owocem były publikacje w rodzaju Dagerotypowe wycieczki czy Włochy w dagerotypach, zawierające ryciny wykonane na podstawie zdjęć. Szczególnie chętnie wykonywano fotografie panoramiczne, dokumentujące wygląd miast lub naturalnych krajobrazów.

### Schyłek dagerotypii
W Europie dagerotypia była w powszechnym użyciu do początku lat 50. XIX w. w USA – do końca tej dekady. Przez cały ten okres (tj. od 1839 r. do lat 50. XIX w.) dagerotypia nie była jedyną techniką, w jakiej wykonywano fotografie. Posługiwano się także fotografią na papierze (kalotypią), ale w zakresie fotografii portretowej nie osiągnęła ona takiej popularności jak dagerotyp. Wynaleziona w latach 50. XIX w. mokra płyta kolodionowa zaczęła stopniowo wypierać dagerotyp. Była to technika negatywowo-pozytywowa, a więc pozwalała na otrzymanie wielu odbitek z jednego negatywu.

### Dagerotypia w Polsce
Informacja o wynalezieniu dagerotypii natychmiast dotarła do Polski i już w styczniu 1839 podawała ją prasa. W warszawskim „Magazynie powszechnym” pisano:
Niemożemy dłużej odkładać udzielenia czytelnikom naszym wiadomości, o zadziwiającym swą nadzwyczajnością i prawie bajeczności sięgającym wynalazku, o którym znakomicie naukom zasłużony Arago, na posiedzeniu paryzkiej akademii nauk dnia 7 stycznia roku bieżącego doniósł; a który jednak pewna mgła tajemniczości okrywa. Dla tego mówiąc o nim, niepodobna nam tak dokładnego, ile byśmy pragnęli, dać objaśnienia, i samem tylko jego opisaniem ograniczyć się musimy (pisownia oryginalna).
W prasie pojawiały się kolejne artykuły i dokonywano pierwszych pokazów sprowadzonych z zagranicy dagerotypów. W październiku tego samego roku dostępny był w księgarniach podręcznik Daguerre’a, a już w 1840 nabyć można było jego polskie tłumaczenie, zatytułowane Daguerreotyp i dijorama, czyli dokładny i autentyczny opis postępowania i aparatu mojego, do utrwalenia obrazów ciemnicy optycznej (camera obscura), przytem o rodzaju i sposobie malowania i oświetlenia w Dijoramie i wydane przez oficynę braci Szerków. W tym samym czasie docierały także wiadomości o innej ogłoszonej w tym samym roku technice fotograficznej, jaką była talbotypia (kalotypia).
Nie jest jasne, kto był pierwszym polskim dagerotypistą; badacze wymieniają m.in. Jędrzeja Radwańskiego i Moritza Scholtza. Pionierem dagerotypii w Krakowie był profesor Uniwersytetu Jagiellońskiego Stefan Ludwik Kuczyński, który swoje fotografie pokazał po raz pierwszy jesienią 1840. We Lwowie pierwsze dagerotypy amatorsko wykonywał Jan Gloisner, a zawodowo – Hipolit Augustyn Chołoniewski. Wkrótce zaczęły powstawać pierwsze studia, oferujące możliwość wykonania dagerotypowanych portretów, a na łamach prasy pojawiły się ogłoszenia o sprzedaży sprzętu fotograficznego. Z czasem, podobnie jak w innych krajach, dagerotypia została wyparta przez inne techniki.
W Polsce w zbiorach publicznych i prywatnych do dziś zachowanych jest jedynie kilkaset dagerotypów

## Opis techniki
Do wykonania dagerotypu wykorzystywano płytki miedziane, posrebrzone po jednej stronie, które przed użyciem musiały zostać oczyszczone i wypolerowane. Następnie płytę poddawano działaniu pary jodu (lub jodu z bromem albo najpierw pary jodu, następnie pary bromu i na koniec znów pary jodu), w wyniku czego na powierzchni płyty powstawał światłoczuły jodek srebra (lub bromek srebra). Tak uczulona płyta była umieszczana w kamerze i naświetlana.
Po naświetleniu obraz na płycie stawał się widoczny dopiero po wywołaniu w parach rtęci. Następnie płytę poddawano utrwaleniu w kąpieli zawierającej chlorek sodu lub tiosiarczan sodu. Dagerotypy poddawane były także tonowaniu chlorkiem sodu.
Stare dagerotypy z reguły są lustrzanym odbiciem rzeczywistego obrazu, ponieważ promienie światła biegnące z różnych kierunków rozchodzą się prostoliniowo i przechodząc przez niewielki otwór aparatu zostają rozseparowane. Padają one na przeciwległą ściankę w różnych miejscach, tworząc na tej ściance obraz. Camera obscura nie posiada w ogóle soczewek lub posiada tylko soczewkę skupiającą, natomiast sam dagerotyp jest zarówno negatywem, jak i pozytywem, dlatego obraz nie jest odwracany ani optycznie, ani w procesie uzyskiwania odbitki pozytywowej z negatywu. Jakkolwiek dagerotypista mógł użyć lustra lub pryzmatu refleksyjnego do uzyskania rzeczywistego obrazu, to w przeszłości rozwiązania te były rzadko stosowane.
Pomimo iż sama dagerotypia nie daje możliwości tworzenia odbitek, możliwe jest zrobienie zdjęcia zrobionego wcześniej dagerotypu. Ponadto zdjęcia można skopiować za pomocą techniki litografii lub grawerowania. Współcześnie dagerotypy można również skanować.
Dobrze naświetlony i ostry dagerotyp dużego formatu (70x80 mm) jest w stanie zarejestrować obraz o rozdzielczości 1 gigapiksela, niemożliwej do osiągnięcia za pomocą współczesnych komercyjnych aparatów cyfrowych. Tylko niektóre aparaty wykorzystywane przez instytuty naukowe są w stanie się zbliżyć do tej wartości, a od listopada 2021 roku, kiedy to rozpoczęły się końcowe testy aparatu w obserwatorium Vera C. Rubin, znacznie ją przekroczyć (3,2 gigapiksela). Jednak zdjęcia cyfrowe o tak dużej rozdzielczości z reguły są mozaiką stworzoną z kilkudziesięciu innych zdjęć.  
Warstwę światłoczułą znajdującą się na płytce ze zdjęciem można zetrzeć i następnie wykonać na niej nowe zdjęcie. Proces ten można powtarzać wielokrotnie.